# Kameja
Kameja je rezbareni minijaturni reljef u kamenu ili školjci, odnosno staklu. Često se nosi kao nakit. Izrađuje se u pozitivnom reljefu. Izvorno se kamejom smatra samo rad na kojem je reljefni ukras postavljen na kontrastno obojenoj pozadini. 

## Tehnika izrade
Stare su kameje najčešće izrađene od nekog poludragog kamena. U pravilu su za izradu korištene razne vrste ahata i oniksa, ali i bilo kakav drugi kamen sa slojevima kontrastnih boja .Kod jeftinih suvremenih kameja obično se koriste školjke i staklo, ili čak plastika.

## Vanjske poveznice
- Sculpture techniques: carving in semi-precious stone & shell. Sculpture. Victoria and Albert Museum. Inačica izvorne stranice arhivirana 21. lipnja 2011. Pristupljeno 22. rujna 2007.
- Cameo Appearances Exhibition at The Metropolitan Museum of Modern Art, 2004
- Cameo collection at the Kunsthistorisches Museum Vienna | Gemma Augusta, Gemma Claudia, Herophiloska Cameo
- Antique Cameos in the Hermitage Museum
- How a portrait cameo in layered agate is made
- Gareth Eckley  (cameo-artist)
- August Rudolf Wild 1891-1956, Gemmenschneider (cameo-artist)
- Gerhard Schmidt, Gemmenschneider (cameo-artist)
- Coral and Cameos Museum, Naples
- The Art of Cameos, Rock & Gem magazine, August 2014, by Helen Serras-Herman  Arhivirana inačica izvorne stranice od 5. listopada 2016. (Wayback Machine)